# Challenge Cup 2015/16 (Frauen)
Die Volleyball-Saison 2015/16 des Challenge Cups der Frauen wurde vom 17. Oktober 2015 bis zum 3. April 2016 ausgetragen. Sieger wurde CSM Bukarest aus Rumänien in den Finalspielen gegen Trabzon İdmanocağı aus der Türkei.